# Georges Follman
Georges Frederic Maria Follman (* 16. Juni 1920 in Antwerpen, Belgien; † 15. Februar 1994 in Borgerhout, Antwerpen, Belgien) war ein belgischer Komponist und Dirigent.

## Leben
Seine ersten musikalischen Unterweisungen bekam er an der Musikakademie in Hasselt, belgische Provinz Limburg. Dort erhielt er Violinunterricht und Notenlehre. Sein Studium absolvierte er am Königlich Flämischen Konservatorium von Antwerpen in den Fächern Harmonielehre, Kontrapunkt, Fuge und Komposition. Anschließend studierte er noch Klavier, Horn und Klarinette. 
Er wurde Mitglied der Flämischen Philharmonie von Antwerpen und der Muziekkapel van Koningin Elisabeth in Brüssel und der Antwerpse Concertvereniging und sammelte Orchestererfahrung. 
1950 war er mit einem Werk der jüngste eingeschriebene Kandidat für den Prix de Rome für Kompositionen.
Ebenfalls 1950 vollzog er eine Wendung in seiner musikalischen Laufbahn, da er sich der Blasorchestermusik zuwandte. Recht schnell war er Dirigent von sechs Blasorchestern, die allesamt in der höchsten Sektion der belgischen Blasmusikverbände musizierten. Auch im Ausland war er sehr schnell ein gefragter Gastdirigent von bekannten Blasorchestern. Er hatte Auftritte in den Niederlanden, Luxemburg, Norwegen, Ungarn, Singapur, Südkorea, Japan, Taiwan und Hongkong.
Ebenso war er ein geschätztes Jury-Mitglied bei Wettbewerben in Europa und Fern-Ost. Er kaufte 1955 einen Musikverlag, in dem er eigene Werke und von bekannten Komponisten im In- und Ausland vertrieb. 1966 gründete er die Musikschule von Herenthout und war dort einige Jahre auch Direktor. Ferner gründete er das inzwischen über die Landesgrenzen bekannte Kempisch Jeugd Fanfare-Orkest.

## Werke

### Werke für Orchester
- 2. Sinfonie
- Konzert für Violine und Orchester

### Werke für Blasorchester
- 1967 Fantastisch Scherzo
- 1968 Sinfonica
- 1969 Elegisch Poëma
- 1972 Eerste Symfonie voor Blaasorkest
- 1973 Pictures
- 1975 Drie Versnellingen
- 1975 Klein Concertstuk
- 1978 Four Sketches for Band
  1. Fanfare
  2. Intrada
  3. Air
  4. Finale
- Narkissos

### Kammermusik
- Huldezang für Flügelhorn und Klavier